# Grupo Ibiza 59
Die GRUPO IBIZA 59 war eine Künstlergruppe, die 1959 auf der spanischen Insel Ibiza entstand.
Über nationale Grenzen hinweg fanden auf Ibiza lebende Künstler verschiedener Nationalität, aber mit gemeinsamen künstlerischen Interessen und Zielen zusammen. Zur GRUPO IBIZA 59 gehörten Erwin Bechtold, Erwin Broner, Hans Laabs, Katja Meirowsky, Bob Munford, Egon Neubauer, Antonio Ruiz, Bertil Sjöberg und Heinz Trökes. Die Künstler Carlos Sansegundo, Pierre Haubensak und Bob Thompson stießen später dazu. Gemeinsam organisierte die Gruppe Ausstellungen – auch mit Gästen von außerhalb wie Genovés, Mompó, Braque, Dubuffet, Ernst, Miró – die über Spanien hinaus Beachtung fanden.
Eine Art künstlerisches Credo der Gruppe formulierte Erwin Broner 1961 in seinem Vorwort im Katalog zur Ausstellung im Haus am Waldsee, Berlin, wo die GRUPO IBIZA 59 präsentiert wurde:

„Abgesehen von der vorausgesetzten Verwandtschaft in der Wahl neuer Ausdrucksarten und Mittel zeigte sich eine merkwürdige, überraschende Art von Gemeinschaft, die uns in unserem Schaffen verbindet. Etwas, das der Art jedes Einzelnen von uns zugrunde liegt. Es ist die besondere künstlerische Unruhe, ein Nichtzufriedensein mit schnellen Effekten und Resultaten, ein immer neues Anfangen, ein Umwenden und Fragen nach der wirklichen Brauchbarkeit von Ausdrucksmitteln für die notwendige künstlerische Aussage. Das gleiche Prinzip also in unserer Arbeit: Zu Beginn das Bedürfnis etwas mitzuteilen, auszusagen und in der Folge sich nicht von der Erfindung ästhetisch-dekorativer Nettigkeiten verführen zu lassen.“

Die Künstlergruppe löste sich 1964 auf. Deren Mitglieder waren 1964 noch in der Ausstellung Inspiration Ibiza in den Leicester Galleries, London, vertreten, die der Galerist Ivan Spence initiierte und an der auch weitere auf Ibiza lebende Künstler wie Karl Fred Dahmen teilnahmen.
1992 ehrte das Museu d’Art Contemporani d’Eivissa (MACE), Museum für zeitgenössische Kunst Ibiza, unter Leitung von Elena Ruiz Sastre die Künstler der Gruppe im Rahmen einer Veranstaltungsreihe mit Podiumsdiskussionen, Fernsehauftritten und der Ausstellung GRUPO IBIZA 59 Passat i Present.
Vertreten war die GRUPO IBIZA 59 zudem 2002 in der Ausstellung von Werken zeitgenössischer Künstler auf Ibiza und Formentera, Pitiüses 59-02 Art Contemporani a Eivissa i Formentera, die vom Govern de les Illes Baleares unterstützt und auf den Balearen und dem Festland gezeigt wurde.